# Alexander Burnes

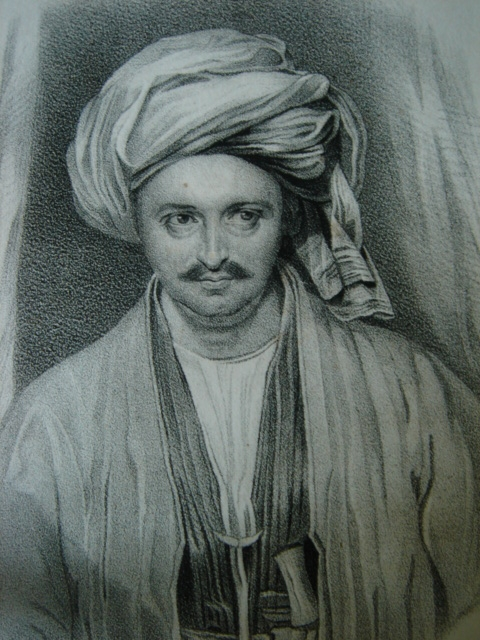
Sir Alexander Burnes em traje de Bucara

Capitão Sir Alexander Burnes (16 de maio de 1805 - 2 de Novembro 1841) foi um viajante e explorador escocês que participou do Grande Jogo. Ele foi apelidado de Burnes Bucara por seu papel em estabelecer contato  e explorar Bucara.

## Início da vida
Ele nasceu em Montrose, Escócia, filho do local reitor,  era primo do poeta Robert Burns. Na idade de 16, Alexandre entrou para o exército da Companhia das Índias Orientais e serviu na Índia, onde aprendeu Hindustani e persa, e obteve uma nomeação como intérprete em Surat, em 1822. Foi transferido para Kutch em 1826 como assistente do agente político, ele teve um interesse na história e geografia do noroeste da Índia e dos países vizinhos, que ainda não tinham sido completamente explorados pelos ingleses.

## Exploração
Sua proposta em 1829 para empreender uma viagem de exploração através do vale do rio Indo não foi realizado por motivos políticos, mas em 1831 ele foi enviado para Lahore com um presente de cavalos do rei Guilherme IV do Reino Unido para Maharaja Ranjit Singh. Como os  britânico afirmaram que os cavalos não sobreviveria a viagem por terra,  eles foram autorizados a transportar os cavalos até o rio Indo onde aproveitou a oportunidade para, secretamente, fazer o levantamento do rio. Nos anos seguintes, em companhia de Mohan Lal, continuou suas viagens através do Afeganistão, e do Indocuche para Bucara e a Pérsia.
A narrativa que ele publicou em sua visita à Inglaterra em 1834 acrescentou muito para o conhecimento contemporâneo destes países, e foi um dos livros mais populares da época. A primeira edição rendeu ao autor £ 800, e seus serviços foram reconhecidos não só pela Royal Geographical Society de Londres, mas também pela de Paris. Ele também foi eleito Fellow da Royal Society, no mesmo ano.
Em 1836, empreendeu uma missão política em Cabul visitando Doste Maomé Cã

## Publicações
- Travels into Bokhara (London: John Murray) 1834 3 Vols.

- "On the Commerce of Shikarpur and Upper Scinde" Transactions of the Bombay Geographical Society Vol. II 1836-8 (Bombay: American Mission Press) Reimpresso em 1844 pp 315-9.

- Cabool. Being a Personal Narrative of a Journey to, and Residence in that City in the years 1836, 7, and 8 (London: John Murray) 1842 (Posthumous)